# Hypericum hircinum
L'iperico ircino (Hypericum hircinum L., 1753) è una pianta appartenente alla famiglia delle Hypericaceae.

## Descrizione

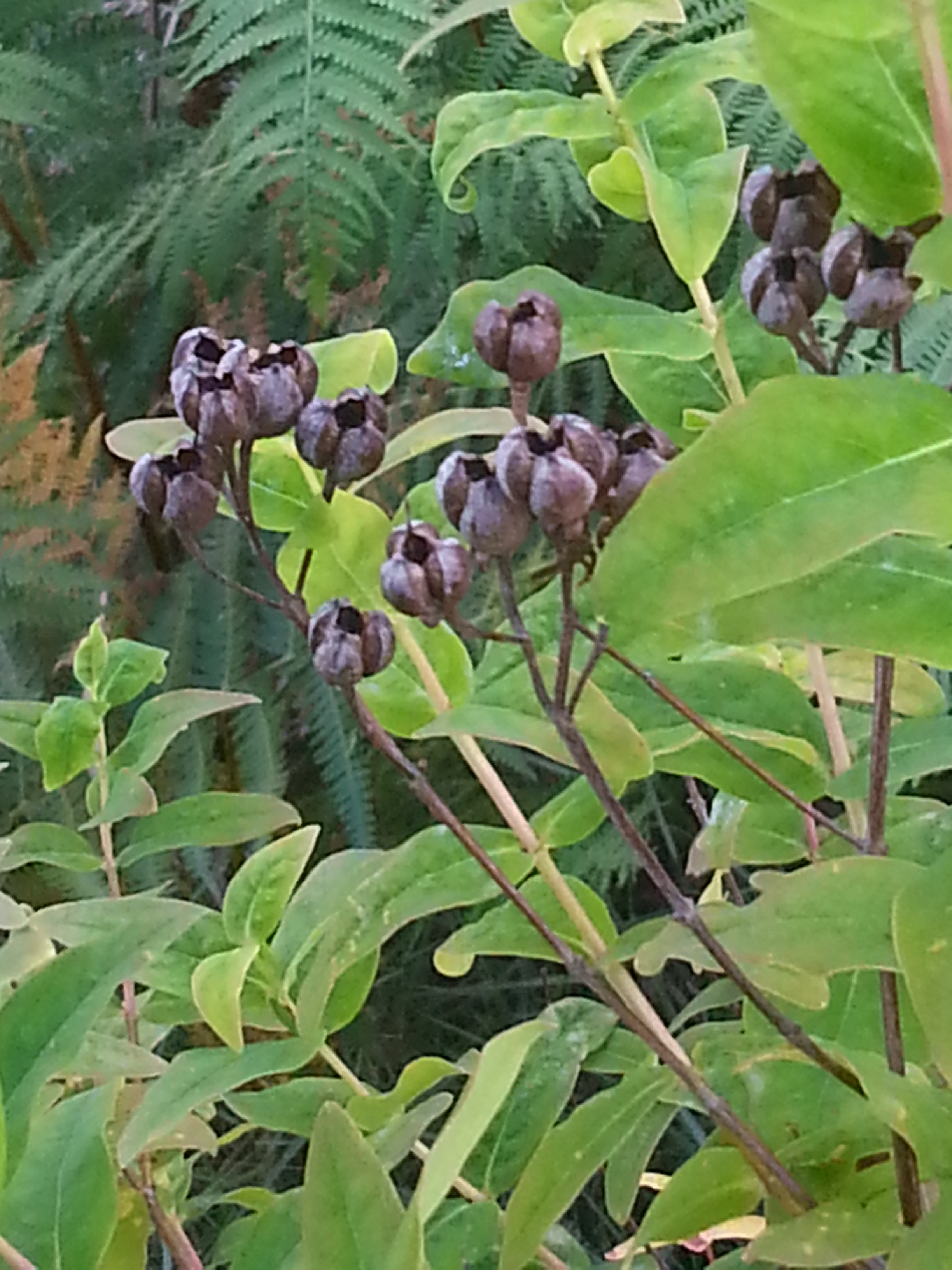
Frutti maturi.

È una pianta arbustiva sempreverde alta fino a 3 m, con fusti eretti e ramificati e foglie opposte e sessili, da ovate a lanceolate, ottuse all'apice; se stropicciate emettono un caratteristico odore di caprone.

I fiori, riuniti in infiorescenze apicali di forma cilindrico-piramidale, presentano una corolla formata da 5 petali gialli, obovati o subellittici, con fascicoli di stami lunghi 12–22 mm.

Il frutto è una capsula cilindrica o ellissoide, lunga 5–14 mm, brunastra a maturità, deiscente all'apice, contenente numerosi piccoli semi di colore dal rosso arancio al rosso bruno, dotati di una piccola ala laterale, che favorisce la disseminazione anemocora.
Il numero cromosomico di H. hircinum è 2n=40.

## Distribuzione e habitat
La specie è diffusa nel bacino del Mediterraneo (Spagna, Francia, Italia, Grecia, Turchia, Siria, Libano, Israele e Marocco) e nella penisola arabica. In Italia la si può incontrare in Liguria, Toscana, Lazio, Campania, Basilicata, Calabria, Sicilia e Sardegna.
Cresce in luoghi umidi e ombreggiati, spesso in prossimità di ruscelli, da 300 a 1200 m di altitudine.

## Tassonomia
Sono note le seguenti sottospecie:
- Hypericum hircinum subsp. hircinum - sottospecie nominale
- Hypericum hircinum subsp. albimontanum (Greuter) N.Robson
- Hypericum hircinum subsp. cambessedesii (Coss. ex Nyman) Sauvage
- Hypericum hircinum subsp. majus (Aiton) N.Robson
- Hypericum hircinum subsp. metroi (Maire & Sauvage) Sauvage

## Proprietà
L'olio essenziale di Hypericum hircinum, ricco di terpeni, possiede attività antiossidante e antiproliferativa.